# Плащ-намет

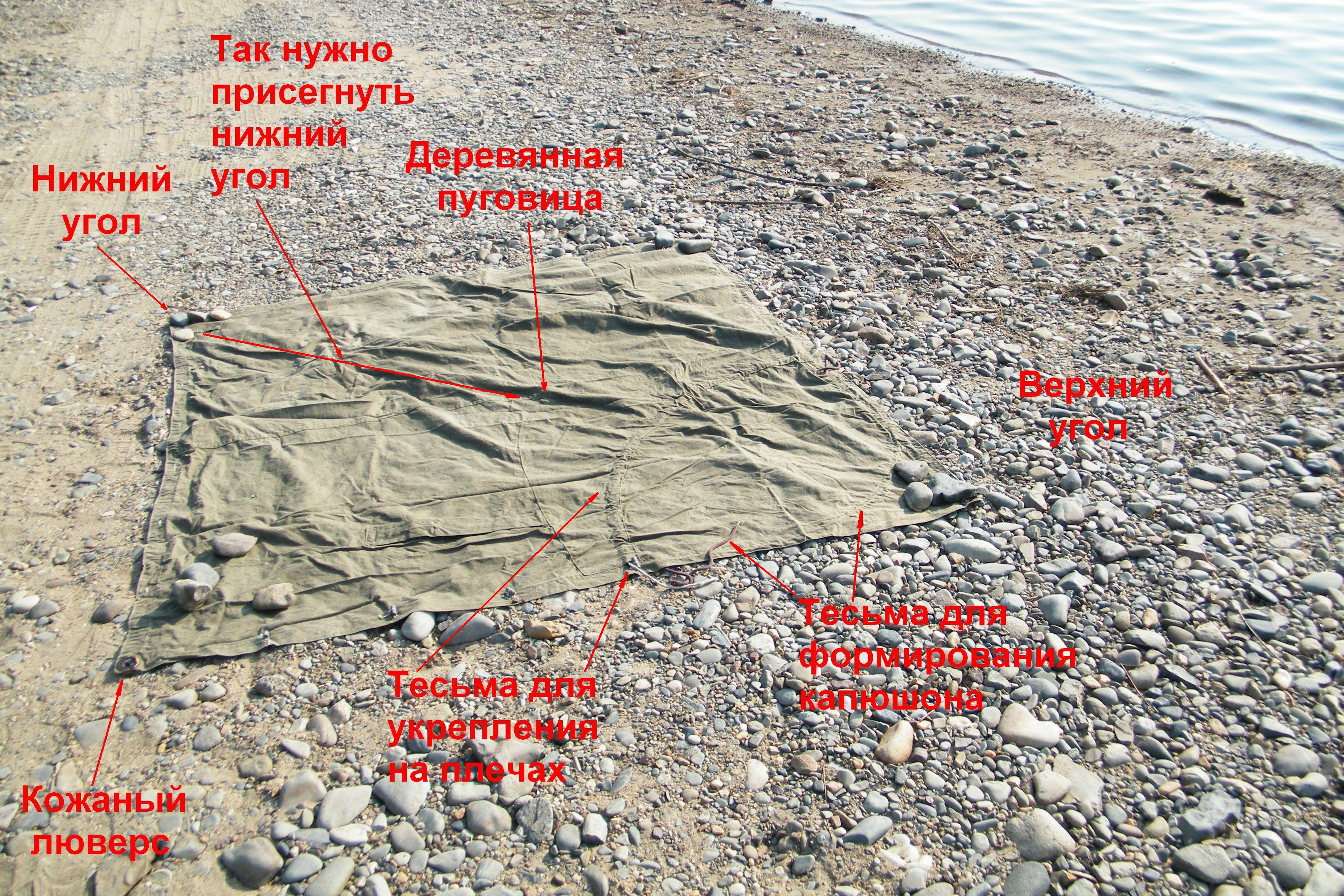
Конструкція радянського плащ-намету.

Плащ-намет — різновид верхнього одягу, який переважно використовується у збройних силах та інших силових структурах, призначений для захисту від дощу і вологи. 
Виріб може виконувати роль плаща та намету, та становить переносне похідне наметове майно на одну людину[де?], що виготовляється з водостійкої тканини. За необхідності плащ-намет дозволяє використовувати його для виготовлення носилок або волокуш для транспортування поранених або хворих.

## Історія
Перші спроби створення плащ-наметів почали використовувати в Російській імператорській армії ще за часів Петра I. Тоді солдати для захисту від дощу та вологи використовували плащ-опанчі. У 1761 році з'явилися опанчі з коміром-капюшоном. З квітня 1882 року плащ-намет став обов'язковим елементом солдатського похідного спорядження, а з 1894 року в Росії в стандартну екіпіровку офіцерів увійшла непромокальна плащ-накидка. У 1936 році плащ-намети були введені для забезпечення командного і рядового складу (бійців) стрілецьких частин РСЧА.
До комплекту плащ-намету входили:
- полотнище плащ-намету (розміром 180 × 180 сантиметрів), з приналежністю[3]:
  - розбірна стійка, що складається з двох напівстійок-стрижнів, довжиною по 65 сантиметрів;
  - два кілка;
  - мотузка.

Альтернативою до плаща-намета є військове пончо, яке є легшим, компактним і адекватно стійким до тривалого впливу води.